# Phryxe
Phryxe är ett släkte av tvåvingar. Phryxe ingår i familjen parasitflugor.

## Bildgalleri

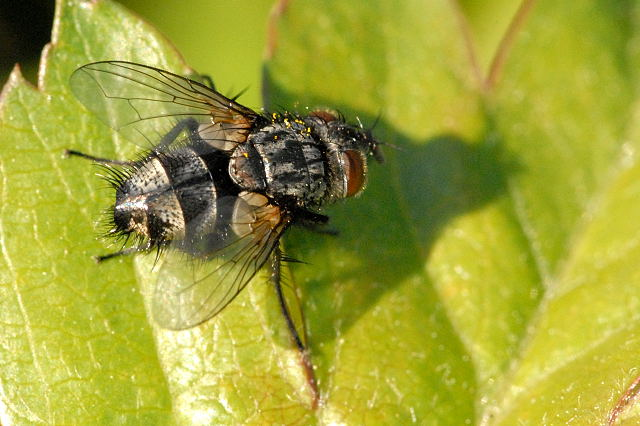
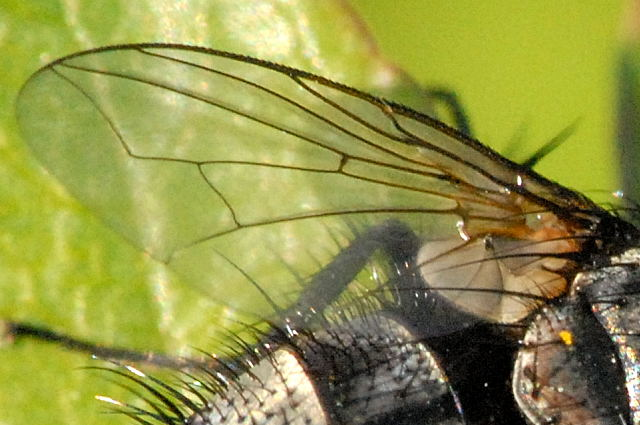

## Dottertaxa tillPhryxe, i alfabetisk ordning[1][2]
- Phryxe agilis
- Phryxe agnita
- Phryxe agricola
- Phryxe albida
- Phryxe amlis
- Phryxe anceps
- Phryxe anxia
- Phryxe appendiculata
- Phryxe aprifina
- Phryxe ardeacea
- Phryxe arvensis
- Phryxe atrata
- Phryxe aurulenta
- Phryxe avida
- Phryxe basalis
- Phryxe bellierella
- Phryxe bombycivora
- Phryxe brunnescens
- Phryxe caesia
- Phryxe camporum
- Phryxe carceli
- Phryxe caudata
- Phryxe cinerascens
- Phryxe cinerella
- Phryxe claripennis
- Phryxe coarctata
- Phryxe commota
- Phryxe compta
- Phryxe concessa
- Phryxe confusa
- Phryxe consica
- Phryxe contenla
- Phryxe cunctata
- Phryxe debita
- Phryxe decidua
- Phryxe delata
- Phryxe delusa
- Phryxe diligens
- Phryxe discrera
- Phryxe disuncia
- Phryxe dolour
- Phryxe dumetorum
- Phryxe educata
- Phryxe edwardsella
- Phryxe egena
- Phryxe electa
- Phryxe elliplica
- Phryxe erythrostoma
- Phryxe exacta
- Phryxe excitata
- Phryxe exilis
- Phryxe extrema
- Phryxe fallax
- Phryxe famula
- Phryxe fatua
- Phryxe fausta
- Phryxe ferrugata
- Phryxe fida
- Phryxe flavibarbis
- Phryxe flavisquamis
- Phryxe florida
- Phryxe frontalis
- Phryxe fuscifrons
- Phryxe futilis
- Phryxe germana
- Phryxe glabrata
- Phryxe grisescens
- Phryxe guerinella
- Phryxe heraclei
- Phryxe hilaris
- Phryxe hirta
- Phryxe honesta
- Phryxe horiensis
- Phryxe impatiens
- Phryxe imprudens
- Phryxe inops
- Phryxe intacta
- Phryxe laeta
- Phryxe laevigata
- Phryxe larvicola
- Phryxe lasiocampae
- Phryxe lateralis
- Phryxe lepida
- Phryxe libera
- Phryxe lubrica
- Phryxe luctuosa
- Phryxe macquarti
- Phryxe maculata
- Phryxe maesta
- Phryxe magnicornis
- Phryxe maialis
- Phryxe mandata
- Phryxe marginalis
- Phryxe meditata
- Phryxe microcera
- Phryxe minuta
- Phryxe missa
- Phryxe mitis
- Phryxe modesta
- Phryxe munda
- Phryxe myoidea
- Phryxe nana
- Phryxe nemea
- Phryxe nemorum
- Phryxe nigra
- Phryxe nigrifrons
- Phryxe nigrita
- Phryxe noctuarum
- Phryxe notata
- Phryxe nugax
- Phryxe nupta
- Phryxe objecta
- Phryxe oblata
- Phryxe oblita
- Phryxe obscurata
- Phryxe offensa
- Phryxe officiosa
- Phryxe operata
- Phryxe opportuna
- Phryxe ostendata
- Phryxe pabulina
- Phryxe pacifica
- Phryxe patruelis
- Phryxe pauperata
- Phryxe pavida
- Phryxe pecosensis
- Phryxe placida
- Phryxe potatoria
- Phryxe praecox
- Phryxe prarensis
- Phryxe prima
- Phryxe probata
- Phryxe properata
- Phryxe pruinosa
- Phryxe puella
- Phryxe punctata
- Phryxe pygmaea
- Phryxe quadrillum
- Phryxe quadrinotata
- Phryxe quieta
- Phryxe rapida
- Phryxe rectella
- Phryxe relata
- Phryxe retusa
- Phryxe rotundata
- Phryxe ruralis
- Phryxe sabulosa
- Phryxe saepium
- Phryxe sculellaris
- Phryxe scutellata
- Phryxe secutrix
- Phryxe sedula
- Phryxe selecta
- Phryxe semicaudata
- Phryxe sendis
- Phryxe setifacies
- Phryxe setinervis
- Phryxe severa
- Phryxe signata
- Phryxe similis
- Phryxe sobria
- Phryxe solata
- Phryxe solers
- Phryxe stygina
- Phryxe superba
- Phryxe temerania
- Phryxe tenebrata
- Phryxe tenebricosa
- Phryxe tiphaecola
- Phryxe tolucana
- Phryxe transita
- Phryxe tremula
- Phryxe trepida
- Phryxe unicolor
- Phryxe urbana
- Phryxe vaga
- Phryxe velox
- Phryxe vicina
- Phryxe vigil
- Phryxe villana
- Phryxe villica
- Phryxe vinosa
- Phryxe virgo
- Phryxe vulgaris